# Gare de Saint-Nom-la-Bretèche - Forêt de Marly
Gare de Saint-Nom-la-Bretèche - Forêt de Marly vasútállomás Franciaországban, L’Étang-la-Ville településen.

## Vasútvonalak
Az állomást az alábbi vasútvonalak érintik:
- Saint-Cloud-Saint-Nom-la-Bretèche - Forêt-de-Marly-vasútvonal
- Grande Ceinture line

## Kapcsolódó állomások
A vasútállomáshoz az alábbi állomások vannak a legközelebb:
- Gare de L’Étang-la-Ville (Paris Gare Saint-Lazare, Transilien line L)
- Gare de Noisy-le-Roi